# جاسم الجابر
جاسم الجابر، لاعب كرة قدم قطري .
لعب مع النادي العربي ونادي الشحانية ونادي لوسيل ونادي الوعب.

## روابط خارجية
- جاسم الجابر على موقع Soccerway.com (الإنجليزية)